# Famille Abate
 (mai 2021).
Si vous disposez d'ouvrages ou d'articles de référence ou si vous connaissez des sites web de qualité traitant du thème abordé ici, merci de compléter l'article en donnant les références utiles à sa vérifiabilité et en les liant à la section « Notes et références ».
La famille Abate est une famille subsistante de la noblesse espagnole d'extraction ancienne de 1176, d'origine florentine et sicilienne, elle est initialement dénommée Abati au XIIe siècle  et Abate ou Abbate à la fin du XIIIe siècle . Elle compte parmi ses membres de nombreux ecclésiastiques de haut-rang et officiers non religieux de la Sainte-Inquisition d'Espagne. Le Saint de l'Église catholique romaine, Saint Albert de Trapani canonisé en 1476 par le pape Sixte IV provient notamment de cette famille. Sa descendance actuelle en ligne directe est représentée par plusieurs branches établies en Espagne et une branche établie en France.

## Origines florentines
Le premier membre connu de cette famille qui vivait à Florence fut Degli abati ou Abate d'Ildebrandino della Lombarda, consul florentin en 1176. Sa famille possédait plusieurs propriétés aux environs de l'église d'Orsanmichele et, après l'assassinat de Buondelmonte de'Buondelmonti par les Amidei, ceux-ci rejoignirent le parti de la famille de l'assassiné et prirent ainsi part dans la lutte opposant les guelfes et gibelins en devenant eux-mêmes gibelins.
La mère du poète et écrivain Dante, Bella degli Abati, ferait partie de cette famille bien qu'aucune source valable ne puisse l'attester de manière indiscutable. Un autre membre connu de cette famille fut Bocca degli Abati qui combattit à la Bataille de Montaperti en 1260 en tant que guelfe avant de trahir son parti et de couper la main du porte-étendard des guelfes, Jacopo de'Pazzi. Ce personnage est notamment cité par Dante dans son œuvre l'Enfer (Divine Comédie) ce qui pourrait apporter une nouvelle présomption à l'appartenance de sa mère à cette famille.
- Degli abate/abati d'Ildebrandino della Lombarda, consul de Florence en 1176.
  - Benedetto Nicolas Degli abati, seigneur de Favignana, visiteur général impérial de Sicile pour le Saint-Empire Romain Germanique en 1229, amiral de la flotte du Roi de Sicile et Empereur romain germanique Frédéric II de Hohenstaufen
    - St-Alberto Degli abati ou Albert de Trapani, religieux de l'Ordre du Carmel
    - Palmiero/Palmerio/Palmeri Abate y Palacios, Comte de Butera, seigneur du Val di Mazara, seigneur de Trapani, de Favignana, et de Carini en Sicile, Gouverneur de la ville et du château de Xixona et de la citadelle de Xàtiva en Espagne au sein du royaume d'Aragon. Marié en 1294 à Francisca Torregrossa.
      - Nicolas Abate, initiateur de la branche d'Alcoy, qui se développa à Elda puis à Novelda jusqu'au XVIIIe siècle.
      - Biasco Abate, initiateur de la branche de Jaca.

Le personnage emblématique de la famille Abad demeure être Palmerio Abate y Palacios, Seigneur de Trapani, que l'on retient comme étant l'un des instigateurs de la révolte des vêpres siciliennes en 1282 contre le roi de France, Charles Ier d'Anjou. Palmerio Abate élabore la révolte des vêpres aux côtés des autres barons de Sicile, Gualtiero di Caltagirone, Alaimo di Lentini, Enrico II Ventimiglia et Giovanni da Procida, au profit de la couronne d'Aragon. Issu de la très haute noblesse sicilienne, son père est un proche de l'Empereur du Saint-Empire romain germanique, il serait en effet né à Trapani vers 1255, et aurait été le frère cadet de Albert de Trapani et deuxième fils du Seigneur de Favignana, Benedetto Nicolas Degli Abate. Le 30 août 1282, il fait accoster en Sicile en sa seigneurie de Trapani la flotte aragonaise commandée par Roger de Lauria pour aider les siciliens contre les angevins, et accueille en personne le Roi Pierre III d'Aragon. Palmerio Abate combattit ensuite en Sicile pendant près de 20 ans pour la couronne d'Aragon, et se vit récompenser par le Roi de nombreux fiefs, tels que Favignana, l'ancienne seigneurie de son père ou encore Carini et Butera ainsi que d'autres possessions espagnoles récemment conquises aux mains des arabes dans le royaume de Valence. Ceci impliqua de fait que Palmerio Abate devint à cette période l'un des seigneurs les plus puissants de Sicile puisque possédant de par ses fiefs plus du tiers de la Sicile il établissa sa domination sur l'ensemble du Val di Mazara. Il semble cependant que peu avant sa disparition, Palmerio Abate ait redistribué ses seigneuries à d'autres nobles siciliens et notamment à deux de ses neveux.
En 1300 durant la bataille de Ponza dans les eaux de Catane opposant le royaume de Sicile à la maison d'Anjou alliée à la couronne d'Aragon, Palmerio Abate est grièvement blessé et fût capturé par les angevins, il mourut la même année de ses blessures en prison mais fût cependant inhumé avec les honneurs comme le rapporte les écrits dans la cathédrale de Catane. La légende veut que Palmerio Abate ait été capturé l'épée à la main, les vêtements déchirés et le corps ensanglanté mais que réduit en esclavage il mourut quelques mois plus tard. La disparition de Palmerio Abate eu des conséquences profondes pour sa famille qui semble à partir de cet évènement d'une part ne plus faire état de sa domination sur ses anciennes seigneuries et d'autre part avoir perdu l'immense fortune qui provenait des Degli abatti, notamment en Espagne ou ses descendants ne laissent pas de traces dans les écrits entre 1310 et 1470.
La descendance de Palmerio Abate refait surface à la fin du XVe siècle à Alcoy, la ville même ou il avait épousé en 1294 Francisca Torregrossa, issue d'une très ancienne famille de la noblesse espagnole qui s'est illustrée durant la Reconquista dont elle reçut le château de Jijona-Xixona passé aux mains des chrétiens en 1258 après sa conquête par le roi Jacques Ier d'Aragon. Le nom Torregrossa faisant référence à l'imposante tour massive de 16 mêtres de haut que possédait ce château, la Torre grossa (Grosse tour). Les armoieries Torregrossa étant d'ailleurs des armes parlantes puisque formées d'une grosse tour d'argent au centre d'un fond de gueule.
On trouvera dans la descendance espagnole des abates certains dignitaires de l'église et particulièrement de l'inquisition espagnole, notamment un Ministre de la Sainte-Inquisition de Murcie, plusieurs membres du tribunal du saint-office de l'inquisition,

## Généalogie

### Lignée d'Alcoy
Un manuscrit intitulé Árbol Genealógico de la Real e Ylustre familia de los Abad de Alcoy, Elda y Novelda est conservé aux archives paroissiales de San Pedro y San Sebastian de Carmona en Espagne dans la province de Séville. Celui-ci fût rédigé à l'initiative de don Gerónimo Abad y Beltrán lorsque le testament de l'évêque de Calahora qui fût réglé le 3 avril 1616 prévoyait la donation de diverses terres et biens situés à Séville aux Abad de Novelda, descendants des frères Cosme, Andrès, Gines et Geronimo lesquels étaient les cousins de son père.[réf. nécessaire]
- Nicolas Abate, marié à Alcoy avec Margarita Santonja au début du XIVe siècle.

(saut générationnel)
- - Pedro Juan Abate, marié en 1495 à Alcoy avec Margarita Santonja.
    - Luis Abat
    - Melchior Abat, né vers 1505.
    - Ausias Abad, né à Alcoy et marié à Alcoy en 1525 à Beatriz Pertusa.
      - Andreu Abad, né vers 1530 à Novelda.
      - Cosme Abad, né vers 1535 à Novelda, il est Gouverneur de Novelda et de tous les États de Macas en 1574 et  membre non religieux du saint office du tribunal de la sainte inquisition de Murcie.
      - Geroni Abad, né vers 1540 à Novelda, marié en secondes noces le 3 novembre 1573 avec Ysabel Garcia.
        - Melchor Abad, né vers 1580 à Novelda.
        - Phelip Abad, né vers 1587 à Novelda.
        - Damia Abad, né vers 1585 à Novelda.

      - Gines Abad, né vers 1545 à Novelda.
        - Dimas Abad, né en 1582 à Alcoy.
        - Pedro Abad, né en 1587 à Alcoy.

## Toponymies
- Borgo Sant'Antonio Abate, quartier de Naples.
- Église Sant'Antonio Abate, église romaine située dans le rione de l'Esquilino.
- Sant'Antonio Abate, commune italienne de la province de Naples dans la région Campanie en Italie.